# فقدان السمع المهني

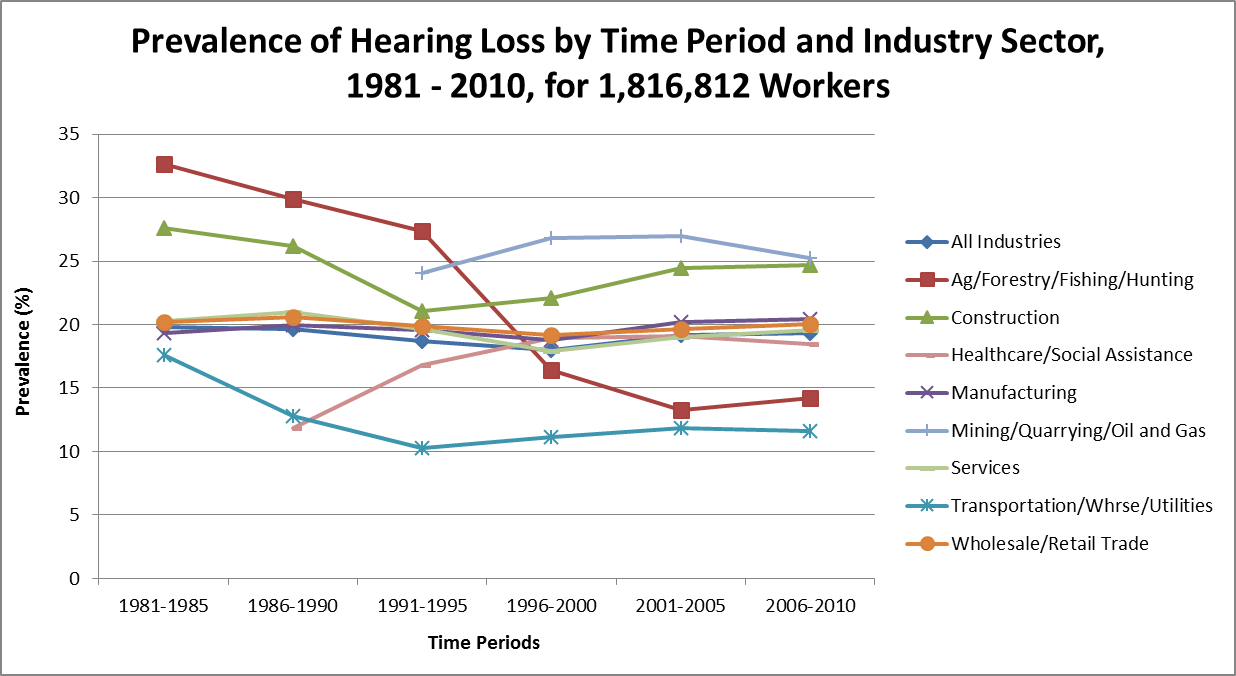
رسم بياني لانتشار ضعف السمع مع مرور الوقت للعاملين في مختلف القطاعات في الولايات المتحدة

فقدان السمع المهني (OHL) هو فقدان السمع الذي يحدث نتيجة للمخاطر المهنية مثل الضوضاء المفرطة والمواد الكيميائية السامة للأذن. تعد الضوضاء من المخاطر الشائعة في مكان العمل، ومعترف بها كعامل خطر لفقدان السمع الناجم عن الضوضاء وطنين الأذن، ولكنها ليست عامل الخطر الوحيد الذي يمكن أن يؤدي إلى فقدان السمع المرتبط بالعمل. أيضًا، يمكن أن ينتج فقدان السمع الناجم عن الضوضاء عن المتعرضات التي لا تقتصر على البيئة المهنية.
يعد فقدان السمع المهني مصدر قلق مهني سائد في بيئات العمل المختلفة في جميع أنحاء العالم. حيث ان في الولايات المتحدة تعمل منظمات مثل إدارة السلامة والصحة المهنية (OSHA) والمعهد الوطني للسلامة والصحة المهنية (NIOSH) وإدارة السلامة والصحة في المناجم (MSHA) مع أصحاب العمل والعاملين لتقليل السمع المهني أو القضاء عليه. من خلال التسلسل الهرمي لضوابط المخاطر. يعد OHL أحد أكثر الأمراض المرتبطة بالعمل شيوعًا في الولايات المتحدة. تشمل مخاطر السمع المهنية الضوضاء الصناعية، والتعرض للمواد الكيميائية السامة للأذن.  قد يتسبب التعرض المشترك لكل من الضوضاء الصناعية والمواد الكيميائية السامة للأذن في حدوث ضرر أكبر مما قد يسببه أي منهما بمعزل عن الآخر. كما ان لم يتم اختبار العديد من المواد الكيميائية التي تسبب بالتسمم الأذني، لذلك قد توجد تهديدات غير معروفة.
وجدت دراسة أجراها المعهد الوطني للسلامة والصحة المهنية (NIOSH) عام 2016 أن قطاع التعدين لديه أعلى نسبة انتشار لضعف السمع بنسبة 17٪، يليه قطاع البناء (16٪) وقطاع التصنيع (14٪). سجل قطاع السلامة العامة أدنى معدل لضعف السمع، بنسبة 7٪. بشكل عام، تُظهر سجلات قياس السمع أن حوالي 33٪ من البالغين في سن العمل ولديهم تاريخ من التعرض للضوضاء المهنية لديهم دليل على تلف السمع الناجم عن الضوضاء، و16٪ من العمال المعرضين للضوضاء يعانون من ضعف سمعي ملموس.
يمكن أن تعمل جميع معدات الحماية الشخصية والضوابط الإدارية والضوابط الهندسية على تقليل التعرض للضوضاء والمواد الكيميائية، إما عن طريق توفير الحماية للعامل مثل سدادات الأذن، أوعن طريق تقليل الضوضاء أو المواد الكيميائية في المصدر أو الحد من وقت أو مستوى التعرض.

## خلفية
يعرف فقدان السمع المهني (OHL) على أنه أي نوع من أنواع فقدان السمع، أي ضعف السمع الحسي العصبي أو الموصل أو المختلط، والذي يحدث بسبب الخصائص الخطرة لبيئة العمل. يمكن أن يتراوح ضعف السمع في شدته من خفيف إلى شديد ويمكن أن يكون مصحوبًا بطنين الأذن. تشمل مخاطر بيئة العمل التي يمكن أن تؤدي إلى OHL الضوضاء المفرطة، والمواد الكيميائية السامة للأذن، أو الصدمات الجسدية. يُعرف أيضًا OHL الناجم عن التعرض المفرط للضوضاء بفقدان السمع الناجم عن الضوضاء (NIHL). يمكن أن يؤدي التعرض للضوضاء جنبًا إلى جنب مع التعرض للمواد الكيميائية السامة للأذن إلى مزيد من الضرر للسمع. قد تشمل OHL الناتجة عن الصدمة الجسدية أجسامًا غريبة في الأذن أو الاهتزاز أو الرضح الضغطي أو إصابة الرأس. يمكن أن يسبب نقص السمع بشكل عام تأثيرات اجتماعية وعاطفية ثانوية سلبية يمكن أن تؤثر على نوعية الحياة. 
دداخل الولايات المتحدة الأمريكية، ما يقرب من 10 ملايين شخص فقدو السمع بسبب الضوضاء (NIHL). أكثر من ضعف هذا الرقم (حوالي 22 مليون) يتعرضون مهنياً لمستويات ضجيج خطيرة. شكل فقدان السمع نسبة كبيرة من الأمراض المهنية في عام 2007، بنسبة 14٪ من الحالات. تعمل الوكالات الحكومية الأمريكية مثل OSHA وNIOSH وMSHA على فهم أسباب فقدان السمع المهني (OHL) وكيف يمكن الوقاية منه مع توفير اللوائح والمبادئ التوجيهية للمساعدة في حماية سمع العمال في جميع المهن.

## الأسباب

### التعرض للضوضاء
يمكن أن يتسبب التعرض للضوضاء في حدوث اهتزازات قادرة على إحداث ضرر دائم للأذن. يمكن أن يؤثر كل من حجم الضوضاء ومدة التعرض على احتمالية حدوث ضرر. يُقاس الصوت بوحدات تسمى ديسيبل، وهو مقياس لوغاريتمي لمستويات الصوت يتوافق مع مستوى جهارة الصوت الذي يمكن أن تدركه أذن الفرد. نظرًا لأنه مقياس لوغاريتمي، فإن الزيادات التزايدية الصغيرة في الديسيبل ترتبط بالزيادات الكبيرة في جهارة الصوت، وزيادة مخاطر فقدان السمع.
الأصوات التي تزيد عن 80 ديسيبل يمكن أن تسبب فقدان السمع الدائم. تعتبر شدة الصوت عالية جدًا وخطيرة إذا اضطر شخص ما إلى الصراخ حتى يتم سماعه. كما أن رنين الأذنين عند مغادرة العمل يدل أيضًا على مستوى ضجيج خطير. تعد الزراعة وأعمال الآلات والبناء من بين العديد من المهن التي تعرض العمال لخطر الإصابة بفقدان السمع.
تضع NIOSH حدود التعرض الموصي بها (RELs) لحماية العمال من الآثار الصحية للتعرض للمواد والعوامل الخطرة التي تتم مواجهتها في مكان العمل. تستند حدود NIOSH هذه على أفضل العلوم والممارسات المتاحة. أنشأ المعهد القومي للصحة والسلامة المهنية REL للتعرض للضوضاء المهنية ليكون 85 ديسيبل، مرجح A (ديسيبل [A]) كمتوسط مرجح زمنيًا لمدة 8 ساعات. يعتبر التعرض للضوضاء المهنية عند هذا المستوى أو فوقه خطرًا. يعتمد REL على التعرض في العمل 5 أيام في الأسبوع ويفترض أن الفرد يقضي 16 ساعة أخرى في اليوم، وكذلك عطلات نهاية الأسبوع، في ظروف أكثر هدوءا تحدد NIOSH أيضًا الحد الأقصى المسموح به لكمية الضوضاء اليومية، معبراً عنها بالنسب المئوية. على سبيل المثال، الشخص الذي يتعرض باستمرار لـ 85 ديسيبل (أ) خلال وردية عمل مدتها 8 ساعات سيصل إلى 100٪ من كمية الضوضاء اليومية. يستخدم حد الجرعة هذا مقايضة شدة زمنية مقدارها 3 ديسيبل يشار إليها عادةً بسعر الصرف أو قاعدة الطاقة المتساوية: لكل زيادة بمقدار 3 ديسيبل في مستوى الضوضاء، يتم تقليل وقت التعرض المسموح به بمقدار النصف. على سبيل المثال، إذا زاد مستوى التعرض إلى 88 ديسيبل (أ)، يجب أن يتعرض العمال لمدة أربع ساعات فقط. بدلاً من ذلك، لكل انخفاض بمقدار 3 ديسيبل في مستوى الضوضاء، يتم مضاعفة وقت التعرض المسموح به، كما هو موضح في الجدول أدناه.
يبلغ حد التعرض الحالي المسموح به (PEL) للعمال من OSHA في المتوسط 90 ديسيبل على مدار يوم عمل مدته 8 ساعات. على عكس NIOSH، تستخدم OSHA سعر صرف 5 ديسيبل، حيث تتوافق الزيادة البالغة 5 ديسيبل للصوت مع مقدار الوقت الذي قد يتعرض فيه العمال لهذا المصدر المعين للصوت الذي يتم خفضه إلى النصف. على سبيل المثال، لا يمكن تعريض العمال لمستوى صوت 95 ديسيبل لأكثر من 4 ساعات في اليوم، أو لأصوات عند 100 ديسيبل لأكثر من ساعتين في اليوم. يُطلب من أصحاب العمل الذين يعرضون العمال لـ 85 ديسيبل أو أكثر لمدة 8 ساعات نوبات تقديم فحوصات السمع والحماية ومراقبة مستويات الضوضاء وتوفير التدريب.

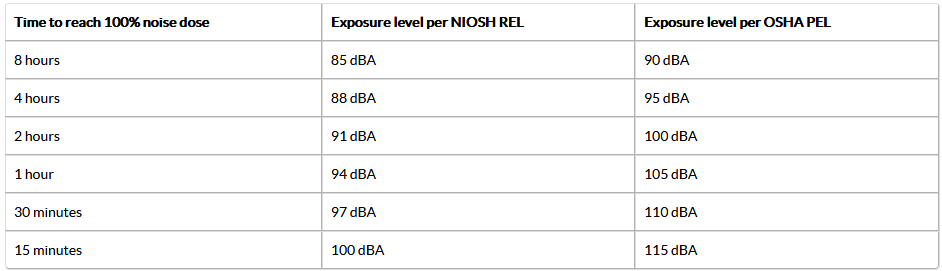
العلاقة بين مستويات التعرض للضوضاء ومدة التعرض المسموح به عند هذا المستوى لـ NIOSH و OSHA

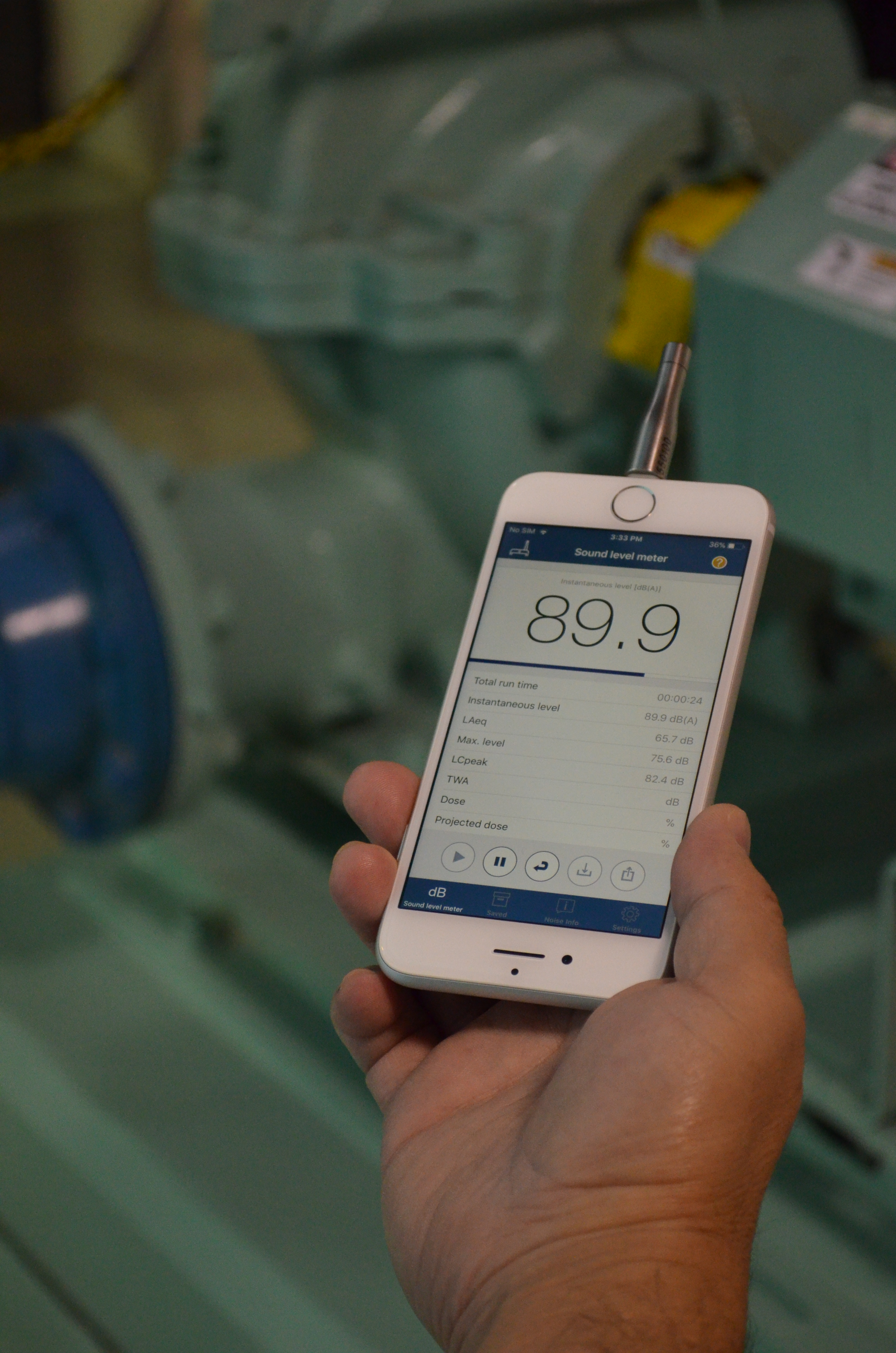
تطبيق NIOSH Sound Level Meter

عدادات مستوى الصوت ومقاييس الكمية نوعان من الأجهزة المستخدمة لقياس مستويات الصوت في مكان العمل. عادة ما يرتدي الموظف مقاييس الكميات لقياس تعرض الصوت الشخصي الخاص به. يمكن استخدام عدادات مستوى الصوت الأخرى لمضاعفة فحص قياسات الكميات، أو استخدامها عندما يتعذر على الموظفين ارتداء مقاييس الكميات. يمكن استخدامها أيضًا لتقييم الضوابط الهندسية التي تهدف إلى تقليل مستويات الضوضاء.
تشير بعض الدراسات الحديثة إلى أن بعض تطبيقات الهواتف الذكية قد تكون قادرة على قياس الضوضاء بدقة مثل النوع 2 SLM   على الرغم من أن معظم تطبيقات قياس الصوت في الهواتف الذكية ليست دقيقة بما يكفي لاستخدامها في القياسات المطلوبة قانونًا، إلا أن تطبيق NIOSH عدادات مستوى الصوت يفي بمتطلبات IEC 61672 / ANSI S1.4 معايير مقياس مستوى الصوت (كهروصوتية - عدادات مستوى الصوت – الجزء3: الاختبارات الدورية).

### التعرض للمواد الكيميائية السامة للأذن
فقدان السمع الناتج عن المواد الكيميائية (CIHL) هو نتيجة محتملة للمتعرضات المهنية. قد يكون لبعض المركبات الكيميائية تأثيرات سامة للأذن.  نسخة محفوظة 26 نوفمبر 2022 على موقع واي باك مشين. يمكن أن يتسبب التعرض للمذيبات العضوية والمعادن الثقيلة والمواد الخانقة مثل أول أكسيد الكربون في فقدان السمع.  يمكن استنشاق هذه المواد الكيميائية أو تناولها أو امتصاصها من خلال الجلد. يمكن أن يحدث تلف في الأذن الداخلية أو العصب السمعي. قد تتسبب بعض الأدوية أيضًا في فقدان السمع.
يعد التعرض للضوضاء والمواد الكيميائية أمرًا شائعًا في العديد من الصناعات، ويمكن أن يساهم كلاهما في فقدان السمع في وقت واحد. قد يكون الضرر أكثر احتمالا أو أكثر شدة في حالة وجود كليهما، خاصة إذا كانت الضوضاء نابضة.  تشمل الصناعات التي قد توجد فيها مجموعات من المتعرضات البناء، والألياف الزجاجية، وتصنيع المعادن، وغير ذلك الكثير. 
تشير التقديرات إلى أن أكثر من 22 مليون عامل يتعرضون لمستويات ضوضاء خطيرة، ويتعرض 10 ملايين لمذيبات يمكن أن تسبب فقدان السمع كل عام، مع تعرض عدد غير معروف لمواد كيميائية أخرى سامة للأذن.  تقدم نشرة إعلامية صدرت عام 2018 عن إدارة السلامة والصحة المهنية الأمريكية (OSHA) والمعهد الوطني للسلامة والصحة المهنية (NIOSH) هذه القضية، وتوفر أمثلة على المواد الكيميائية السامة للأذن، وتسرد الصناعات والمهن المعرضة للخطر وتوفر معلومات وقائية. 

## الوقاية
يمكن الوقاية من OHL، لكن التدخلات لمنعه تتضمن حاليًا العديد من المكونات. قد تقلل التشريعات الأكثر صرامة مستويات الضوضاء في مكان العمل. يمكن لأجهزة حماية السمع، مثل غطاء الأذن وسدادات الأذن أن تقلل من التعرض للضوضاء لمستويات آمنة، ولكن هناك حاجة إلى إرشادات حول كيفية وضع سدادات في الأذنين بشكل صحيح لتحقيق التوهين المحتمل. لم يظهر إعطاء العمال معلومات عن مستويات تعرضهم للضوضاء بحد ذاته لتقليل الضوضاء. قد تؤدي الحلول الهندسية إلى خفض مشابه للضوضاء كتلك التي توفرها حماية السمع، ولكن يلزم إجراء تقييم أفضل لحالات التعرض للضوضاء الناتجة عن التدخلات الهندسية، حيث تقتصر معظم المعلومات المتاحة على الملاحظات في ظروف المختبر. بشكل عام، آثار برامج الوقاية من فقدان السمع غير واضحة. الاستخدام الأفضل لحماية السمع كجزء من برنامج ولكنه لا يحمي بالضرورة من فقدان السمع. خلصت مراجعة كوكرين لعام 2017 إلى أنه من أجل منع NIHL في مكان العمل، فإن جودة تنفيذ برامج الوقاية، لا سيما فيما يتعلق بمكون حماية السمع في البرنامج، تؤثر على النتائج، وأن جودة الدراسات الأفضل، خاصة في مجال الضوابط الهندسية، وهناك حاجة إلى تنفيذ أفضل للتشريعات. بينما خلصت المراجعة إلى أن هناك نقصًا في الأدلة القاطعة، فقد سلطت الضوء على أنه لا ينبغي تفسير ذلك على أنه دليل على نقص الفعالية. المعنى الضمني هو أن الأبحاث المستقبلية يمكن أن تؤثر على النتائج التي تم التوصل إليها.

### التسلسل الهرمي للضوابط

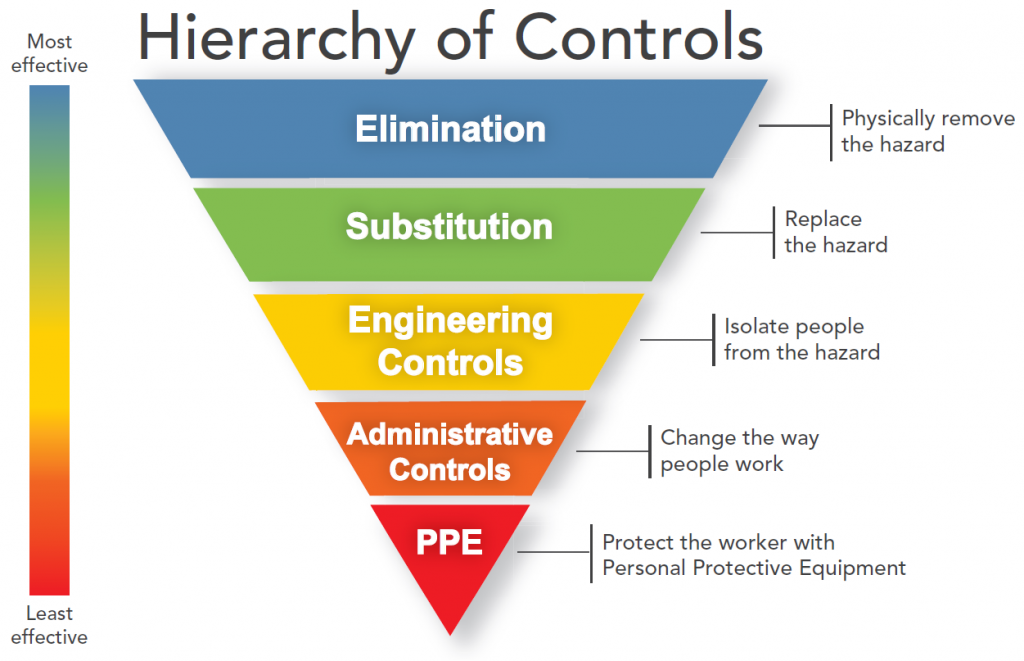
NIOSH التسلسل الهرمي للضوابط

يوفر التسلسل الهرمي للضوابط دليلاً مرئيًا لفعالية الضوابط المختلفة في مكان العمل الموضوعة للتخلص من أو تقليل التعرض للمخاطر المهنية، بما في ذلك الضوضاء أو المواد الكيميائية السامة للأذن. يتضمن التسلسل الهرمي ما يلي من الأكثر فاعلية إلى الأقل فعالية:
- القضاء: إزالة كاملة للخطر
- الاستبدال: الاستبدال الذي يعرض مخاطر أقل
- الضوابط الهندسية: تغييرات فيزيائية لتقليل التعرض
- الضوابط الإدارية: التغييرات في إجراءات العمل أو التدريب
- معدات الحماية الشخصية (PPE): معدات فردية لتقليل التعرض على سبيل المثال سدادات الأذن [25] [26]

#### الضوابط الهندسية
تعتبر الضوابط الهندسية الأعلى في التسلسل الهرمي لطرق تقليل المخاطر عندما لا يكون من الممكن التخلص من الخطر واستبداله. تتضمن هذه الأنواع من الضوابط عادةً إجراء تغييرات في المعدات أو تغييرات أخرى لتقليل مستوى الضوضاء التي تصل إلى أذن العامل. قد تتضمن أيضًا إجراءات مثل الحواجز بين العامل ومصدر الضوضاء، أو كاتم الصوت، أو الصيانة الدورية للآلة، أو استبدال المعدات الأكثر هدوءا. 
يوفر الدليل الفني (OSHA (OTM بشأن الضوضاء معلومات فنية حول مخاطر مكان العمل والضوابط إلى مسؤولي الامتثال والصحة والسلامة (CSHOs) في OSHA. يعتمد محتوى OTM على المنشورات البحثية المتوفرة حاليًا ومعايير OSHA ومعايير الإجماع. OTM متاح للجمهور لاستخدامه من قبل متخصصين آخرين في الصحة والسلامة، وأصحاب العمل، وأي شخص يشارك في تطوير أو تنفيذ برنامج فعال للسلامة والصحة في مكان العمل.
يمكن رؤية أمثلة لاستراتيجيات التحكم في الضوضاء المعتمدة في مكان العمل بين الفائزين بجوائز التميز الآمن في الصوت في جوائز منع فقدان السمع.

#### الضوابط الإدارية
الرقابة الإدارية، خلف التحكم الهندسي، هي ثاني أفضل طريقة لمنع التعرض للضوضاء. يمكنهم إما تقليل التعرض للضوضاء، أو تقليل مستوى ديسيبل للضوضاء نفسها. الحد من مقدار الوقت الذي يُسمح للعامل بالتواجد فيه حول مستوى غير آمن من التعرض للضوضاء، وإنشاء إجراءات لتشغيل المعدات التي يمكن أن تنتج مستويات ضارة من الضوضاء هما مثالان على الضوابط الإدارية. 

#### الحماية الشخصية
يعد القضاء على مصدر الضوضاء أو التعرض للمواد الكيميائية أو الحد منه أمرًا مثاليًا، ولكن عندما يكون ذلك غير ممكن أو مناسب، فإن ارتداء معدات الحماية الشخصية (PPE) مثل سدادات الأذن أو غطاء الأذن يمكن أن يساعد في تقليل مخاطر فقدان السمع بسبب التعرض للضوضاء. يجب أن تكون معدات الحماية الشخصية هي الملاذ الأخير وألا تستخدم كبديل للضوابط الهندسية أو الإدارية. من المهم أن يتم تدريب العمال بشكل صحيح على استخدام معدات الحماية الشخصية لضمان الحماية المناسبة.  يمكن قياس معدل التوهين الشخصي بشكل موضوعي من خلال نظام اختبار ملاءمة حماية السمع.

### مبادرات أخرى
بالإضافة إلى التسلسل الهرمي للضوابط، تم إنشاء برامج أخرى لتعزيز الوقاية من فقدان السمع في مكان العمل. على سبيل المثال، تم إنشاء برنامج شراء الهدوء Buy Quiet لتشجيع شراء أدوات وآلات أكثر هدوءًا في مكان العمل. بالإضافة إلى ذلك، تم إنشاء جائزة آمن في الصوت Safe-n-Sound لتكريم المنظمات التي تتفوق في منع فقدان السمع المهني.

## التاريخ
فقدان السمع المهني هو مشكلة صناعية حاضرة للغاية لوحظت منذ الثورة الصناعية. مع استمرار نمو المجتمع الصناعي، أصبحت هذه القضية ضارة بشكل متزايد بسبب التعرض للمواد الكيميائية والأشياء المادية. تأثر الملايين من الموظفين بفقدان السمع المهني، وخاصة في الصناعة. وترى البلدان الصناعية أن معظم هذه الأضرار تنتج عن مشاكل اقتصادية ومعيشية.
داخل الولايات المتحدة الأمريكية وحدها، 10 من 28 مليون شخص يعانون من ضعف السمع مرتبط بالتعرض للضوضاء. نادرًا ما يعبر العمال عن مخاوفهم أو شكاواهم بشأن فقدان السمع المهني. من أجل جمع المعلومات ذات الصلة، يتم استجواب العمال الذين واجهوا بيئات عمل صاخبة فيما يتعلق بقدراتهم السمعية أثناء الأنشطة اليومية. عند تحليل OHP، من الضروري النظر في تاريخ العائلة، والهوايات، والأنشطة الترفيهية، وكيف يمكن أن تلعب دورًا في فقدان السمع لدى الشخص. من أجل اختبار فقدان السمع، يتم استخدام مقاييس الصوت وتعديلها وفقًا للوائح المعهد الوطني الأمريكي للمعايير (ANSI). تتطلب جمعية الصحة المهنية والسلامة (OSHA) بالولايات المتحدة الأمريكية برنامجًا يحافظ على السمع عندما تكون مستويات الضوضاء أكبر من 85 ديسيبل. يتضمن هذا البرنامج: 1. «المراقبة لتقييم وتسجيل مستويات الضوضاء.» 2. «قياس السمع الدوري». 3. «التحكم في الضوضاء» 4. «التعليم وحفظ السجلات».